# مرغ حق خاوری
مرغ حق خاوری (نام علمی: Otus sunia) نام یک گونه از سرده مرغ حق است.